# المزامن
المزامن هو أي إشارة خارجية أو بيئية تدخل أو تتزامن مع الإيقاعات البيولوجية للكائن الحي
وعادة ما تحدث بشكل طبيعي وتعمل على جذب الضوء / الظلام على مدار 24 ساعة ودورات 12 شهرًا.

## تاريخ
مصطلح «المزامن» تم استخدامه لأول مرة بواسطة يورغن أشوف، أحد مؤسسي مجال علم الأحياء الزمني. وقد أظهر عمله وجود الذاتية الساعات البيولوجية (الداخلية)، والذي تزامن الإيقاعات البيولوجية. وبالإضافة إلى ذلك، وجد أن بعض العواملالخارجية، التي وصفها بأنها المؤقت، تؤثر على توقيت هذه الساعات الداخلية.

## المزامنات الضوئية وغير الضوئية
- الضوء (هو أكثر أهمية من التفاعلات الاجتماعية)
- الأحوال الجوية
- الادويه
- درجة حرارة الجسم
- التفاعلات الاجتماعية
- التمارين الرياضيه
- أنماط الأكل / الشرب

## إيقاعات الساعة البيولوجية
أي عملية بيولوجية في الجسم تكرر نفسها على مدار 24 ساعة تقريبًا وتحافظ على هذا الإيقاع في غياب المحفزات الخارجية تعتبر إيقاعًا يوميًا
يُعتقد أن نواة الدماغ فوق التصالبية، أو «منظم ضربات القلب الداخلي» هي المسؤولة عن تنظيم إيقاعات الجسم البيولوجية وتتأثر بمجموعة من الإشارات الداخلية والخارجية. للحفاظ على التزامن بين الساعة والبيئة
تُحدث المزامنات تغييرات في تركيزات المكونات الجزيئية للساعة إلى مستويات تتسق مع المرحلة المناسبة في دورة الـ 24 ساعة، وهي عملية يطلق عليها اسم تزامن النشاط الحيوى.
الأبحاث المبكرة حول إيقاعات الساعة البيولوجية اقترحت أن معظم الناس يفضلون يومًا أقرب إلى 25-26 ساعة عند عزلهم عن المحفزات الخارجية مثل ضوء النهار وقد كان هذا البحث خاطئًا لأنه لم يكن الباحثون على دراية بتأثيرات تأخير الطور للأضواء الكهربائية وسُمح للأشخاص بإضاءة الضوء عندما يكونون مستيقظين وإيقاف تشغيله عندما يريدون النوم حيث يؤخر الضوء الكهربائي في المساء طورهم اليومي
أظهرت الأبحاث الحديثة أن البالغين لديهم يوم مدمج، والذي يبلغ متوسطه حوالي 24 ساعة؛ تؤثر الإضاءة الداخلية على إيقاعات الساعة البيولوجية؛ ويحصل معظم الناس على أفضل نوعية نوم خلال فترات النوم المحددة للنمط الزمني. 
الدراسة التي اجراها كزيسلر وآخرون بجامعة هارفارد، وجد أن نطاق البالغين الطبيعيين الأصحاء من جميع الأعمار ضيق للغاية: 24 ساعة و 11 دقيقة ± 16 دقيقة. «الساعة» تعيد ضبط نفسها يوميًا على دورة دوران الأرض المكونة من 24 ساعة
تتزامن الإيقاعات البيولوجية، بما في ذلك الدورات المتعلقة بالنوم واليقظة والمزاج والأداء المعرفي، مع الساعة البيولوجية الداخلية للجسم
أفضل طريقة لمراقبة طريقة عمل هذه الساعة هي حرمان الأفراد تجريبياً من الإشارات الخارجية مثل الضوء والتفاعل الاجتماعي والسماح للجسم بتجربة بيئة «تعمل بحرية» - أي بيئة لا يوجد فيها المزامنات للتأثير على إيقاعات الجسم في ظل هذه الظروف، تعدل الساعة اليومية وحدها إيقاعات الجسم البيولوجية.
ومع ذلك عادةً ما تؤثر الإشارات الخارجية مثل دورات الضوء والظلام والتفاعلات الاجتماعية أيضًا على إيقاعات الجسم 
تقوم الإشارات بتنبيه الجسم للتغييرات واحتمالية وجود مكافآت أو تهديدات محتملة في البيئة المحيطه على سبيل المثال، من المرجح أن يجد البشر الطعام والمأوى في النهار ويقل احتمال اكتشاف الحيوانات المفترسة في الليل، مما يعني أن الاستيقاظ يميل إلى أن يكون مثمرًا أثناء النهار والنوم هو النشاط الأكثر أمانًا في الليل.
لذلك، فإن التغيرات في الضوء والظلام تؤثر على الجسم لكي يستيقظ نهارًا ويصاب بالإرهاق في الليل.
هناك العديد من المزامنات المختلفة، ويعتمد تأثيرهم النسبي على الفرد في أي وقت على عدد من العوامل، بما في ذلك تفاعل أنواع من المزامنات أخرى
فقد أظهر يورغن أشوف أن بإمكان الأفراد تعويض غياب بعض العوامل مثل الضوء الطبيعي من خلال الاهتمام بالتفاعل الاجتماعي بدلاً من ذلك. 
ولم يختلف الأفراد الذين تم وضعهم في ظلام دامس لمدة أربعة أيام في مجموعة متنوعة من المقاييس، بما في ذلك درجة حرارة الجسم ومهام نفسية حركية مختلفة مثل تقدير الوقت والتنفاعل مع الأفراد الذين تم وضعهم في بيئة مظلمة مصطنعة عندما تم إعطاء كلتا المجموعتين نفس الشيء جدول زمني صارم.
وقد خلص الباحثون إلى أن المزامنات الصناعيه، مثل أوقات الوجبات والتفاعلات مع الآخرين يمكن أن تستوعب الإيقاعات البيولوجية بطرق مشابهة لتلك الخاصة المزامنات الطبيعيه

## الآثار النفسية للتغيرات
نظرًا لأن الساعة الداخلية تتحدد ذاتيا باستخدام المزامنات، فإن فقدان أو تعطيل المزامنات المعتادة يمكن أن يكون مربكًا للغاية. 
عندما يواجه الفرد تغيرات كبيرة في المزامنات يمكن أن يكون لهذه التغييرات مجموعة متنوعة من الآثار السلبية 
أحد الأمثلة على هذه الظاهرة هو اضطراب الرحلات الجوية الطويلة حيث يؤدي السفر إلى منطقة زمنية أخرى إلى عدم التزامن في دورات النوم والاستيقاظ والشهية والعواطف. 
يمكن أن تؤدي اضطرابات المزامنات هذه أيضًا إلى انخفاض الأداء المعرفي والمزاج السلبي وفي بعض الحالات نوبات من المرض العقلي.

### الأداء الإدراكي
أظهر الباحثون أن الساعة اليومية ذات الـ 24 ساعة تؤثر أيضًا على الأداء المعرفي لمجموعة متنوعة من النشاطات مثل البحث المتسلسل والتفكير اللفظي ومهام الذاكرة العاملة وقمع الإجابات الخاطئة والبراعة اليدوية حيث يختلف الأداء في هذه المهام على مدار اليوم، وعالبا ما يكون أفضل وقت لأداء مهمة الذاكرة العاملة هو منتصف النهار، بينما الذاكرة الفورية هي الأفضل في الصباح ويتم إجراء المعالجة البسيطة بشكل مثالي في المساء
قد يكون للاختلافات الفردية بين المشاركين تأثير على إيقاعات الأداء اليومية.

#### المزامنات الاجتماعية واضطرابات المزاج
اقترح بعض الباحثين أن الاضطرابات في الإيقاعات البيولوجية الموجودة لدى الأفراد المصابين بالاكتئاب قد تكون في الواقع نتيجة لاضطرابات سابقة في التفاعلات الاجتماعية والتي تعمل كإشارات لتلك الإيقاعات.
على سبيل المثال: غالبًا ما يحتاج الأزواج المتزوجون حديثًا أو المتعاشرون إلى التكيف مع إيقاعات نوم بعضهم البعض عند البدء في مشاركة نفس السرير لأول مرة. قد يكون هذا التعديل صعبًا وقد يؤدي إلى اضطرابات في نوعية وكمية النوم، وربما يزيد من خطر الإصابة بالاكتئاب نتيجة لذلك. 
وجدت الدراسات الحديثة أن تطبيع الإيقاعات الاجتماعية قد يكون له تأثير وقائي لمرضى الاكتئاب أحادي القطب وثنائي القطب

#### الاضطرابات العاطفية الموسمية
قد يحدث الاضطراب العاطفي الموسمي نتيجة لنقص المزامنات (مثل الضوء) خلال أشهر الشتاء التي تحفز نظام تنشيط المكافأة مما يؤدي إلى مزاج مكتئب. 
أشارت بعض الدراسات لمسئوليه هرمون الميلاتونين الذي تنظمه الإيقاعات اليومية لأن الساعات اليومية تزامن دورات النوم والاستيقاظ البشرية